# Gorefest
Gorefest je bio nizozemski death metal-sastav iz Goesa u Zelandu. Osnovali su ga 1989. Jan-Chris de Koeijer, Frank Harthoorn, Alex van Schaik i Marc Hoogendoorn.

## Životopis

### Rani dana (1989. – 1994.)
Dva mjeseca nakon osnutka, Gorefest je snimio svoj prvi demoalbum. Nizozemska nezavisna diskografska kuća Foundation 2000 potpisala je s njima jedan album. Prije nego su snimili Mindloss, objavili su još jedan demoalbum 1990., koji je dobio pozitivne recenzije. Kao predgrupa Carcassa putovali su kroz Belgiju i Nizozemsku. Album Mindloss iz 1991. producirao je Colin Richardson.
Prije turneja s Revenantom iz New Jerseyja, gitarista Alexa van Schaika zamijenio je Boudewijn Vincent Bonebakker. Nezadovoljan s Foundation 2000, Gorefest je 1992. potpisao ugovor s Nuclear Blastom. Hoogendoorn je dao otkaz zbog incidenata tijekom turneje Mindloss, a bubnjar Ed Warby (koji je došao iz power metal-sastava Elegy) preuzeo je njegovo mjesto dva tjedna prije snimanja albuma False koji je također producirao Colin Richardson. Album se relativno dobro prodavao u Nizozemskoj i Njemačkoj za sastav tog žanra. U nadolazećim mjesecima završili su europsku turneju sa sastavima Deicide i Atrocity, svirajući u Njemačkoj, Švedskoj, Španjolskoj, Češkoj, Slovačkoj i Engleskoj. Godine 1993. Gorefest je nastupio na Dynamo Open Airu u Eindhovenu. The Eindhoven Insanity objavljen je ubrzo nakon toga, s ovom izvedbom. Također su 1993. bili na turneji po Sjevernoj Americi kao predgrupa death metal-sastava Death. Njihova turneja Insanity Tour završila je nastupom u Mexico Cityju.
Erase je snimljen 1994. Producirao ga je Pete Coleman.

### Promjena stila i kasniji razlaz (1994. – 1998.)
Na EP-u Fear i singlu "Freedom", Gorefest je novim pjesmama pokazao da želi drastično nastaviti mijenjati svoj glazbeni stil kao što je to učinio na albumu Erase (De Koeijer je u nekim intervjuima izjavio da je čak razmišljao o uzimanju satova pjevanja). To će biti potvrđeno 1996. s albumom pod utjecajem rocka Soul Survivor – potpunim odmakom od korijena, čak pokazujući tragove popa – i vrlo sličnim albumom Chapter 13 iz 1998.

### Povratak i konačni raspad (2004. – 2009.)
Gorefest se reformirao 2004. i svirao je na raznim ljetnim festivalima 2005. Sastav je izdao album La Muerte. Sami su producirali album, a miks je vodio Tue Madsen iz studija Antfarm.
Godine 2006. De Koeyer se pojavio na Epicinom koncertu u Paradisu u Amsterdamu kao gostujući gunđač na pjesmi "Consign to Oblivion" (A New Age Dawns #3).
Sljedeći album, Rise to Ruin, objavljen je u kolovozu 2007. Američko izdanje licencirao je Candlelight Records.
Dana 15. lipnja 2009. sastav je objavio da se ponovno razilazi, navodeći da smatraju da su s sastavom otišli najdalje što su mogli.

## Članovi sastava
| Posljednja postava - Jan-Chris de Koeijer – bas-gitara, vokal (1989. – 1998., 2004. – 2009.) - Frank Harthoorn – gitara (1989. – 1998., 2004. – 2009.) - Ed Warby – bubnjevi (1992. – 1998., 2004. – 2009.) - Boudewijn Bonebakker – gitara (1992. – 1998., 2004. – 2009.) | Bivši članovi - Marc Hoogendoorn – bubnjevi (1989. – 1991.) - Alex van Schaik – gitara (1989. – 1991.) Koncertni članovi - Stephan Gebédi – gitara (1991.) |

## Diskografija
Studijski albumi
- Mindloss (1991.)
- False (1992.)
- Erase (1994.)
- Soul Survivor (1996.)
- Chapter 13 (1998.)
- La Muerte (2005.)
- Rise To Ruin (2007.)

EP-ovi
- Fear (1994.)

Demoalbumi
- Tangled in Gore (1989.)
- Horrors ina Retarded Mind (1990.)

Split albumi
- Where Is Your God Now...? (1990.)
- Nuclear Blast Promo EP II (1993.)
- Black Winter Day / Fear (1995.)
- Love Nation Sugarhead / Freedom (1996.)

Kompilacije
- The Ultimate Collection Part 1 - Mindloss & Demos (2005.)
- The Ultimate Collection Part 2 - False & Erase + Bonus (2005.)
- The Ultimate Collection Part 3 - Soul Survivor & Chapter 13 + Bonus (2005.)
- To Hell and Back: A Goreography (2005.)
- The Demos (2012.)

Koncertni albumi
- Live Misery (1992.)
- The Eindhoven Insanity (1993.)